# Xanthoparmelia perrugosa
Xanthoparmelia perrugosa är en lavart som beskrevs av Hale. Xanthoparmelia perrugosa ingår i släktet Xanthoparmelia och familjen Parmeliaceae.   Inga underarter finns listade i Catalogue of Life.